# Giovanni Domenico Peri

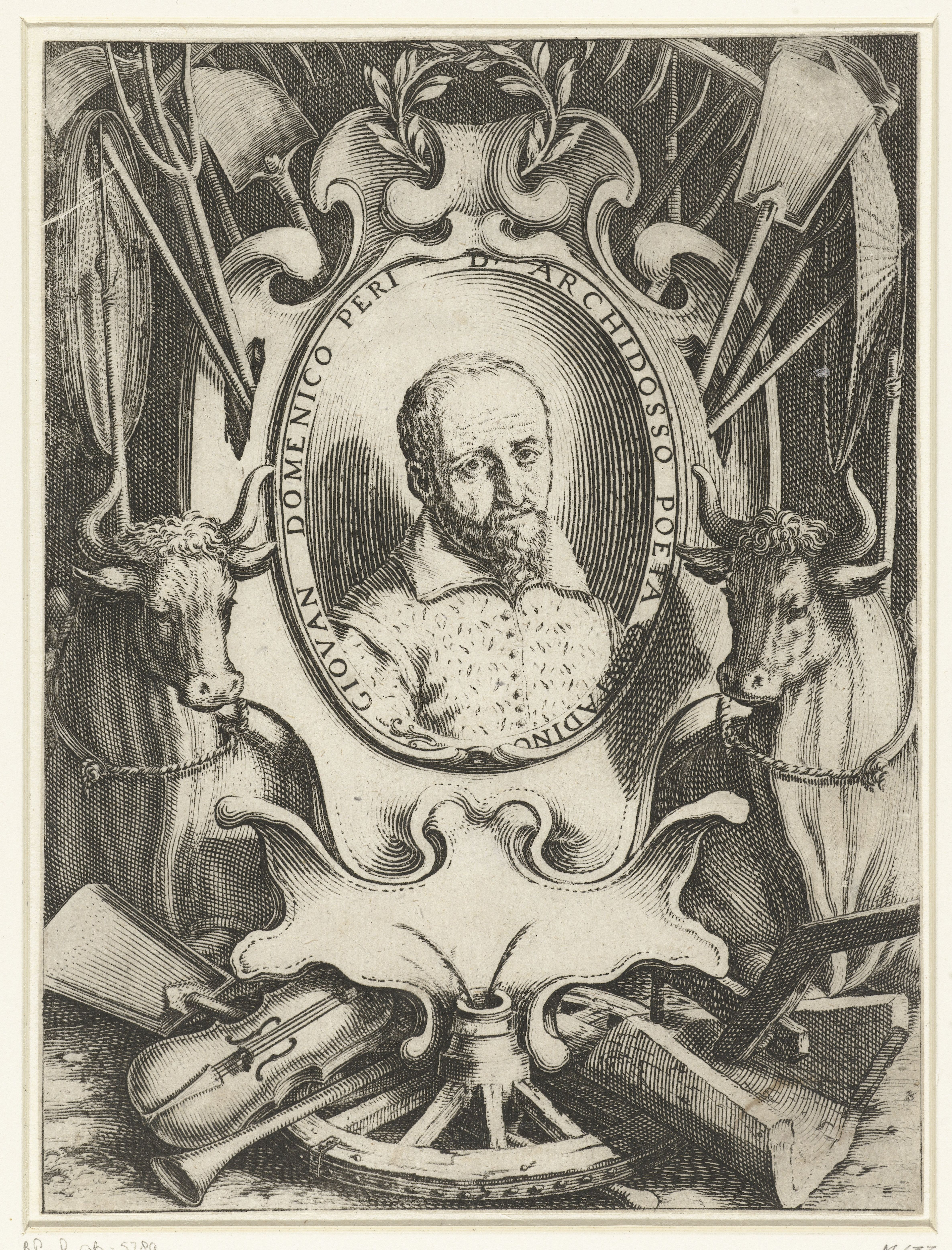
Jacques Callot : Giovanni Domenico Peri.

Il negotiante, 1697
(Fondazione Mansutti, Milano).

Giovanni Domenico Peri (Genova, 1590 – 1666) è stato un economista italiano.

## Biografia
Dal 1648 al 1650 gestì una stamperia a Genova. A partire dal 1638 scrisse un trattato di contabilità, il Negotiante, che è considerato il primo libro di testo di economia aziendale in Italia. Oltre a indicazioni sulla gestione aziendale, l'opera include formule di corrispondenza, esempi di registrazioni a partita doppia e questioni di tipo giuridico, in particolare sul contratto di assicurazione. La prima parte è stata pubblicata nel 1638, la seconda nel 1647, la terza nel 1651 con il titolo I frutti di Albaro, mentre l'ultima fu stampata a Venezia da Giacomo Hertz nel 1665. In particolare, I frutti di Albaro offre un panorama economico e commerciale non soltanto dell'area genovese, fornendo dettagli sulla fabbricazione della carta, sui contratti di mutui alle fiere internazionali, sulla navigazione e la pirateria nel Seicento.
Lo storico belga Raymond de Roover ha definito l'opera di Peri «il più importante manuale per la pratica degli affari».
Altri autori rilevanti nel campo dell'economia aziendale del XVII secolo furono Benedetto Cotrugli, Matteo Mainardi, Jacques Savary (1622–1690) e Carl Günther Ludovici.